# Calamagrostis villosa
Calamagrostis villosa är en gräsart som först beskrevs av Dominique Chaix, och fick sitt nu gällande namn av Johann Friedrich Gmelin. Calamagrostis villosa ingår i släktet rör, och familjen gräs. Inga underarter finns listade i Catalogue of Life.